# Volodymyr Sinhalevyč
Volodymyr Sinhalevyč, cyrilicí Володимир Сінгалевич, uváděn též Володимир Сінґалевич – Volodymyr Singalevyč (13. ledna 1875 Moskalivka – 7. listopadu 1945), byl rakouský politik ukrajinské (rusínské) národnosti z Haliče, na počátku 20. století poslanec Říšské rady.

## Biografie
Pocházel z původně německého rodu Schillingů. Jeho otec byl řecko-katolickým duchovním. Profesí byl Volodymyr Sinhalevyč soudcem. V roce 1893 absolvoval Lvovskou univerzitu. Patřil do Ukrajinské národně demokratické strany. Od roku 1913 do roku 1914 zasedal jako poslanec Haličského zemského sněmu.
Působil také coby poslanec Říšské rady (celostátního parlamentu Předlitavska), kam usedl ve volbách do Říšské rady roku 1911, konaných podle všeobecného a rovného volebního práva. Byl zvolen za obvod Halič 63. Po roce 1911 byl na Říšské radě členem poslaneckého klubu Ukrajinské parlamentní zastoupení.
Po válce se zapojil do budování Západoukrajinské lidové republiky. V letech 1918–1919 byl členem Ukrajinské národní rady. V letech 1919–1922 byl vyslancem Západoukrajinské lidové republiky ve vídeňském exilu a od roku 1920 působil ve vládních exilových strukturách Jevhena Petruševyče jako zmocněnec pro rezort financí, později i vnitřních záležitostí. Po návratu do Haliče působil od rok 1930 do roku 1939 jako ředitel zemské banky ve Lvově. Roku 1931 spoluzakládal Ukrajinský katolický svaz. Zemřel v exilu v Rakousku v roce 1945.